# Ватанабэ Кунитакэ
Виконт Ватанабэ Кунитакэ (яп. 渡辺国武, 29 марта 1846 года, Окая, префектура Нагано, Япония — 11 марта 1919 года, Идзу, Япония) — японский государственный деятель, министр финансов Японии (1892—1896, 1900—1901).

## Биография
Родился в семье самурая. Потеряв в детстве родителей, воспитывался бабушкой, дедушкой и старшим братом. Получил начальное военное образование и был отправлен на службу в охрану дворца в Киото.
В 1871 году вместе с братом отправились в Токио, где поступили на службу в Министерство по вопросам народных дел, а в 1873 году он переходит на работу в Министерство финансов; затем — в Министерстве внутренних дел.
Являлся сподвижником Окубо Тосимити. В 1876 году был назначен губернатором префектур Коти и Токусима, с началом Сацумского восстания в 1877 году направлен губернатором Фукуоки, а в 1879 году — вновь префектуры Коти. Затем принимает решения об уходе со всех постов, отправляется в Киото и живёт там уединенно, посвящая основное время изучению французского, немецкого и английского языков, а также классической латыни и греческого языка.
При реорганизации правительства в 1881 году был отозван на пост начальника научно-исследовательского департамента Министерства финансов, в 1886 г. становится директором бюджетного департамента, секретарем министерства.
В 1892—1896 годах — министр финансов Японии. На протяжении всего периода нахождения в должности был вынужден искать выход из бюджетного тупика, когда оппозиция настаивала на необходимости снижения государственных расходов, в то время как военные — на увеличении ассигнований на оборону. Невозможность решить эти противоречия привела в конечном итоге к его отставке. Участвовал в создании Комитета по денежно-кредитной системе, которой был призван заниматься анализом лучшей денежной системы для развития японской экономики на долгосрочную перспективу.
В 1895 году занимал пост заместителя премьер-министра Японии и министра связи.
В 1900 году выступил из основателей организаторов политической партии Риккэн Сэйюкай. В 1900—1901 годах вновь являлся министром финансов Японии. Во время своего пребывания в должности пытался проводить политику нацеленную на экономию бюджета. Было предложено введение налогов на сахар и на спиртные напитки. сокращение числа государственных предприятий. Эти предложения получили одобрение в нижней палате парламента, но оказались заблокированы верхней палатой, что привело к его отставке.
После отставки ушел из общественной жизни. Совершил поездку в Россию до начала русско-японской войны, был лидером оппозиции к Портсмутскому мирному договору.